# Psychedelic pill (album van Neil Young)
Psychedelic pill is het 32e studioalbum van de Canadese singer-songwriter Neil Young. Het is uitgebracht op 26 oktober 2012. Het album is opgenomen samen met Crazy Horse, waarmee Neil Young gedurende zijn carrière al vaker albums maakte. 
Met ruim 87 minuten is Psychedelic pill het langste album van Neil Young en het enige dubbele studioalbum. Veel van de nummers op het album kwamen voort uit de lange jamsessies met Crazy Horse nadat Americana was opgenomen.

## Nummers

### Schijf één
| Nr. | Titel            | Duur  |
| --- | ---------------- | ----- |
| 1.  | Driftin' back    | 27:36 |
| 2.  | Psychedelic pill | 3:26  |
| 3.  | Ramada Inn       | 16:49 |
| 4.  | Born in Ontario  | 3:49  |

### Schijf twee
| 1.                 | Twisted road                        | 3:28  |
| 2.                 | She's always dancing                | 8:33  |
| 3.                 | For the love of man                 | 4:13  |
| 4.                 | Walk like a giant                   | 16:27 |
| 5.                 | Psychedelic pill (alternatieve mix) | 3:12  |
| Totale duur: 87:41 |                                     |       |

## Bezetting
- Neil Young - gitaar, zang, harmonium
- Frank Sampedro - gitaar, zang
- Billy Talbot - basgitaar, zang
- Ralph Molina - drums, zang
- Dan Greco - tamboerijn, klok